# Brigada do Dia Prometido
Brigada do Dia Prometido (em árabe: لواء اليوم الموعود Liwa al-Youm al-Mawud), originalmente chamada de Muqawimun (em árabe: المقاومون; Resistentes)  foi uma organização xiita e um grupo insurgente que operou no Iraque. Em 2010, foi um dos maiores e mais poderosos daquilo que os militares dos Estados Unidos chamaram de "Grupos Especiais" no Iraque.  O grupo foi criado como sucessor do Exército Mahdi de Muqtada al-Sadr, que foi a maior milícia xiita do Iraque até sua dissolução em 2008 quando se dividiu em três milícias - Ketaib Hezbollah, Asa'ib Ahl al-Haq e Brigada do Dia Prometido. A criação dessa unidade de guerrilha menor continuaria as atividades armadas do Exército Mahdi, mas Sadr daria a organização um nome pela primeira vez em novembro de 2008, quando declarou a criação da Brigada do Dia Prometido. 
Em outubro de 2009 a Brigada do Dia Prometido travou uma batalha com Grupo Especial rival Asa'ib Ahl al-Haq pela influência em Sadr City. A Brigada do Dia Prometido supostamente venceu a batalha e ainda conseguiu destruir a casa de Abdul Hadi al-Darraji, um importante líder do Asa'ib Ahl al-Haq. A partir de então, a Brigada do Dia Prometido se tornou o Grupo Especial mais poderoso no reduto do antigo Exército Mahdi e aumentou a sua atividade. 